# Franz Kapus
Franz Kapus (Zürich, 12 april 1909 - Zürich, 4 maart 1981) was een Zwitsers bobsleepiloot en remmer. Kapus werd in 1955 wereldkampioen in de viermansbob. Een jaar later won Kapus olympisch goud in de viermansbob tijdens de Olympische Winterspelen 1956. Kapus is de oudste bobsleepiloot die olympisch kampioen werd, Jay O'Brien was ouder toen hij als remmer olympisch kampioen werd.

## Resultaten
- Olympische Winterspelen 1948 in Sankt Moritz 8e in de tweemansbob
- Wereldkampioenschappen bobsleeën 1950 in Cortina d'Ampezzo  in de viermansbob
- Wereldkampioenschappen bobsleeën 1951 in Alpe d'Huez  in de viermansbob
- Olympische Winterspelen 1952 in Oslo 4e in de tweemansbob
- Wereldkampioenschappen bobsleeën 1955 in Sankt Moritz  in de tweemansbob
- Wereldkampioenschappen bobsleeën 1955 in Sankt Moritz  in de viermansbob
- Olympische Winterspelen 1956 in Cortina d'Ampezzo 7e in de tweemansbob
- Olympische Winterspelen 1956 in Cortina d'Ampezzo  in de viermansbob

1924: Scherrer / Neveu / A.Schläppi / H.Schläppi ·
1928: Fiske / Tucker / Mason / Gray / Parke ·
1932: Fiske / Eagan / Gray / O'Brien ·
1936: Musy / Gartmann / Bouvier / Beerli ·
1948: Tyler / Martin / Rimkus / D'Amico ·
1952: Ostler / Kuhn / Nieberl / Kemser ·
1956: Kapus / Diener / Alt / Angst ·
1964: V.Emery / Kirby / Anakin / J.Emery ·
1968: Monti / De Paolis / Zandonella / Armano ·
1972: Wicki / Leutenegger / Camichel / Hubacher ·
1976: Nehmer / Babock / Germeshausen / Lehmann ·
1980: Nehmer / Musiol / Germeshausen / Gerhardt ·
1984: Hoppe / Wetzig / Schauerhammer / Kirchner ·
1988: Fasser / Meier / Fässler / Stocker ·
1992: Appelt / Schroll / Winkler / Haidacher ·
1994: Czudaj / Brannasch / Hampel / Szelig ·
1998: Langen / Zimmermann / Jakobs / Hampel ·
2002: Lange / Kühn / Kuske / Embach ·
2006: Lange / Hoppe / Kuske / Putze ·
2010: Holcomb / Mesler / Tomasevicz / Olsen ·
2014: Melbārdis / Dreiškens / Vilkaste / Strenga  ·
2018: Friedrich / Bauer / Grothkopp / Margis   ·
2022: Friedrich / Margis / Bauer / Schüller